# Panguitch
Panguitch [ˈpeɪŋɡwɪtʃ]  är administrativ huvudort i Garfield County i Utah. Orten hade 1 520 invånare enligt 2010 års folkräkning.

## Kända personer från Panguitch
- Wayne Owens, politiker